# 瑪莉·派佛
瑪莉·伊麗莎白·派佛（英語：Mary Elizabeth Pipher，1947年10月21日—），是一位美國臨床心理學家、作者，內布拉斯加大學臨床心理學博士，主要研究美國文化如何影響其人民的心理健康。
現居內布拉斯加林肯市。

## 獎項
- 1998年美國心理學會會長獎[2]
- 2006年美國心理學會會長獎，派佛於2007年退回獎項，抗議心理學家參與美國中央情報局的偵訊計劃[3][4]。

## 社會參與
派佛積極關注內布拉斯加州議會，並透過林肯星報發聲。她也投書《紐約時報》，發表關於內布拉斯加州混合政治觀點的難題和呼籲需要更多的進步政治家。她堅決反對鑰石輸油管線，除了寫書，也透過參與活動表示抗議。
派佛支持內布拉斯加州議會法案802，此法案目的為建立州立專案小組以應對氣候變遷，她表示「這是一個教育及解決氣候變遷相關問題的機會。」

## 《拯救奧菲莉亞》
派佛最知名的一部作品，以所謂的奧菲莉亞情結來探討關於青少女困境。
1994年的初版在《紐約時報》的排行榜上停留長達一百五十四周。

## 作品
- 《拯救奧菲莉亞（英语：Reviving Ophelia）》，1997年，平安文化出版（已絕版），ISBN 957-803-143-2
- 《可以這樣老去》(Another Country)，2000年，遠流出版（已絕版），ISBN 957-324-064-5
- 《瑪莉·派佛給青年心理諮商師的信》(Letters to a Young Therapist)，2007年，聯經出版，ISBN 957-083-106-5
- 《用你的筆，改變世界》(Writing to Change the World)，2008年，大是文化出版（已絕版），ISBN 978-986-833-327-7
- 《世上最差勁的佛教徒》(Seeking Peace)，2010年，繁體中文由心靈工坊出版，ISBN 978-986-678-293-0
- The Shelter of Each Other: Rebuilding Our Families to Enrich Our Lives, 1996.
- The Middle of Everywhere: The World's Refugees Come to our Town, 2002.
- The Green Boat: Reviving Ourselves in our Capsized Culture, 2013.
- Women Rowing North, 2019.

## 外部連結
- 官方网站 （英文）